# ホンダ・QR50
QR50（キューアールごじゅう）は、かつて本田技研工業が製造していたオートバイである。

## 車両解説
子供の教育用の超軽量・小型オフロードモデルとして、本格モトクロッサーをイメージした車体にスクーター系のドライブトレーンを搭載し開発された。
エンジンは単気筒空冷2ストロークを採用、内径x行程=40.0x39.3(mm)・圧縮比7.2・最高出力2.7ps/6,000rpmのスペックを持つ。ロードパル・ハミング系の遠心クラッチ式チェーン駆動のトランスミッションを組み合わせており、クラッチ操作は必要ない。また、安全性を考慮し、スロットル/出力制御機構、飛び出し防止機構も備える。
2.50-10インチ（原付スクーター）のホイールにオフロード用パターンのタイヤを装着しており、フレーム形式はダブルクレードル。サスペンションは本格的なトレール長を持つテレスコピック式フロントフォークにリアはモノショック式サスペンションを搭載している。乾燥重量は35kg（モトコンポは42kg）と非常に軽量で、自動車などへの搭載を前提にした構造である。

### 遍歴
1982年10月1日に国内販売開始。
1990年1月20日にはカラーリングをレッドに一新して発売された。1993年11月4日にはカラーリングを鮮やかなQRのロゴを配したフューエルタンクとフレーム、ホイールなどをホワイトにして発売した。